# Passage Wrede
Le passage Wrede (en finnois : Wreden pasaasi) ou l'ancienne galerie marchande (en finnois : Vanha kauppakuja) est un ensemble de deux immeubles du quartier de Kluuvi à Helsinki en Finlande. Le Passage Wrede est formé par l'immeuble Wrede et par l'immeuble Central. Le nom est aussi celui du passage qui traverse l'îlot urbain.

## L'immeuble Wrede
En 1837, Carl Ludvig Engel zone l’îlot urbain 95b dans l'espace résultant du comblement du Kluuvinlahti. L'architecte  Karl August Wrede et le maçon J. H. Helenius achètent la parcelle au coin de l'Esplanadi et y construisent l'immeuble en un an et demi en 1887–1888. Wrede habite l'immeuble dès la fin de sa construction.
L'immeuble Wrede (en finnois : Wreden talo) est située au coin des rues Pohjoisesplanadi et Mikonkatu,. Son adresse est 35, rue Pohjoisesplanadi et 2, rue Mikonkatu.
L'immeuble Wrede est un bâtiment de 5 étages prévu pour accueillir des logements et des magasins. Karl August Wrede a conçu un bâtiment somptueux dans un style de la néorenaissance italienne. Les 300 chambres et boutiques sont louées dès la fin de la construction.
À cause de difficultés économiques, Wrede doit céder ses parts en 1898. De 1905 à la fin des années 1940, le bâtiment appartient aux frères Joutsen. Dans la période 1952–1965 la majorité des actions est possédée par la société Oy Machinery Ab. 
Puis en 1965 par la banque SKOP jusqu'à sa faillite en 1991.

## L'immeuble Central
L'immeuble Central (en finnois : Centralin talo) est située au coin des rues Aleksanterinkatu et Mikonkatu,. Il est à l'adresse 46, rue Aleksanterinkatu et 4, rue Mikonkatu.
L'immeuble Central est conçu en 1889 par Karl August Wrede pour le conseiller commercial Julius Tallberg. Karl August Wrede la dessine comme suite de l'immeuble Wrede mais dans un style tranchant avec celui de l'immeuble Wrede. Il est construit en 1892. Les immeubles Wrede et Central différent par la décoration de leurs murs de façade mais donnent toutefois une impression d'ensemble.
Les magnifiques décorations de l'escalier principal sont de Salomo Wuorio, elles ont été restaurées dans les années 1980.
En 1892, Karl König ouvre un restaurant dans le cellier qui devient un lieu de rencontre privilégié des notables de la capitale. König fermera son restaurant en 1904. De nos jours un restaurant Karl König est ouvert au troisième étage.
La banque SKOP achète l'immeuble Central en 1925. Elle y aura son comptoir principal de 1926 jusqu'à sa faillite en 1991.

## Le passage Wrede
Le couloir d'entrée de l'immeuble Wrede donne sur une galerie marchande couverte d'une véranda en métal et en verre. La galerie couverte est la première à Helsinki. Elle suit les galeries construites en Europe dont la première apparaît à Paris au début du XIXe siècle.
Les galeries marchandes sont un nouveau type de construction du XIXe siècle et Wrede en a vu pendant son voyage d'études de 1885-1886 dans différentes partie de l’Europe. Il a semble-t-il été inspiré par les galeries marchandes de Bruxelles comme les Galeries Royales Saint-Hubert construites en 1847. Le passage Wrede a 80 mètres de long et 8 mètres de large.
En 1889, Karl August Wrede conçoit le passage Central en prolongement de l'immeuble Central. Le passage traverse alors tout l’îlot urbain.
Le passage Central est plus élégant que le passage Wrede. Il a deux fontaines, des bancs et des plantations..